# Neobezzia brasiliae
Neobezzia brasiliae är en tvåvingeart som först beskrevs av Lane 1961.  Neobezzia brasiliae ingår i släktet Neobezzia och familjen svidknott. Inga underarter finns listade i Catalogue of Life.